# Блочное устройство
Блочное устройство — вид специальных файлов устройств в Unix-подобных системах, обеспечивающий интерфейс к устройству к реальному или виртуальному в виде файла в файловой системе. В отличие от символьных устройств, при взаимодействии с блочным устройством обеспечивается обмен данными блоками равной величины, обычно от 512 байт до 4 КБ; обычно это произвольного доступа, то есть можно указать, из какого именно места должен быть прочитан или записан блок данных. Данные при чтении или записи на блочное устройство буферизуются.
Типичные примеры блочных устройств: жёсткий диск, твердотельный накопитель, CD-ROM, накопитель на гибких дисках. Тома, предоставляемые сетями хранения, аппаратным или программным обеспечением агрегации накопителей (RAID-контроллером или программным RAID) также обычно представляется в системе в форме блочного устройства.
Файл устройства /dev/fd0 флоппи-дисковода:
```
$ ls -l /dev/fd0
brw-rw---- 1 root floppy 2, 0 Jan  1 11:17 /dev/fd0

```

Первый символ в расширенном выводе ls (ls -l) для блочных устройств — буква b — block. Вместо размера файла в пятом поле таблицы показывается два числа — старший (англ. major) и младший (minor) номер устройства; старший номер отражает тип устройства, а младший — номер устройства в системе или режим его работы.